# Amerikansk filosofi

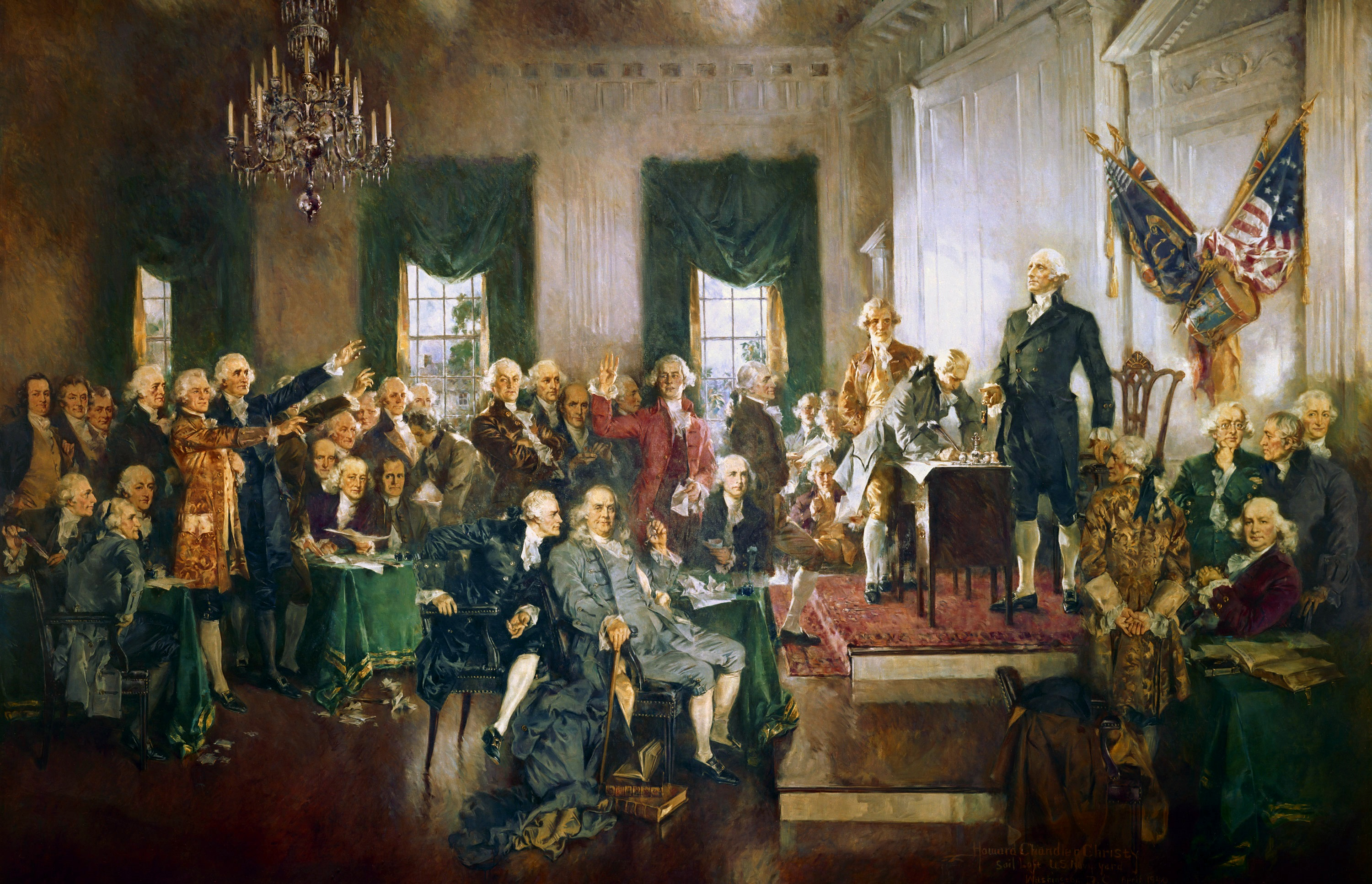
Ett konstverk av Howard Chandler Christy som visar signerandet av USA:s konstitution, ett viktigt dokument i amerikanskt politisk och juridisk filosofi.

Amerikansk filosofi är den filosofi som utförs av amerikanska filosofer både i USA och utomlands. Amerikansk filosofi kan ses som reflektioner över och skapandet av kollektiv amerikansk identitet genom USA:s historia."

## 1600-talet
Den amerikanska filosofiska traditionen påbörjades under samma epok som den europeiska kolonisationen av den Nya världen, det vill säga Amerika.

## 1700-talet
Den amerikanska filosofin under 1700-talet delas ofta upp i två tidsepoker. Filosofin under den första delen av seklet karaktäriseras av puritansk kalvinism och den senare präglas av den amerikanska motsvarigheten till den europeiska upplysningen, vilken associeras med USA:s grundlagsfäder.

### Kalvinism
Jonathan Edwards räknas som USA:s mest betydande och originella politiska teolog.

### Upplysningstiden
Fyra av USA:s grundlagsfäder, John Adams, Thomas Jefferson, Benjamin Franklin och James Madison skrev betydande texter om politiska frågor. De diskuterade bland annat statens natur och relationen mellan individ och stat och stat och religion. USA:s självständighetsförklaring och dess konstitution skrevs under den här tiden och den kan ses som ett resultat av denna filosofiska debatt.

## Modern amerikansk filosofi
Under den senare delen av 1900-talet fick pragmatismen ett uppsving inom den amerikanska filosofin. Det hela kan sägas ha börjat med John Dewey som myntade uttrycket "learning by doing" och som räknas till en av pragmatismens förgrundsfigurer. Två andra inflytelserika pragmatister, vilka inspirerats av Dewey, är Hilary Putnam och Richard Rorty.

### Fotnoter
1. 1 2 3  "American philosophy" at the Internet Encyclopedia of Philosophy Retrieved on May 24, 2009
2. ↑  Stanford Encyclopedia of Philosophy, "Jonathan Edwards," First published Tue Jan 15, 2002; substantive revision Tue Nov 7, 2006